# Chris Hodgkins
Chris Hodgkins (* um 1950) ist ein britischer Jazzmusiker (Trompete), der sich vor allem als Musikpromoter und -manager hervortat.

## Leben und Wirken
Hodgkins wuchs in Cardiff auf; 1974 gründete er mit Geoff Palser das Welsh Jazz Festival, vier Jahre später mit David Greensmith die Welsh Jazz Society. Mit 18 Jahren spielte er Trompete bei den Icon Jazzmen. Als professioneller Musiker tourte er in den folgenden Jahren in Großbritannien und Europa mit Johnny Bastable’s Chosen Six, Monty Sunshine, mit der Pete Allen Band gastierte er auf dem Sacramento Jazz Festival und tourte in Deutschland mit der Chris Haskins Band.
In den folgenden Jahren wurde die Chris Hodgkins Band vor allem als Begleitmusiker für Buddy Tate, Humphrey Lyttelton, Kathy Stobart, Bud Freeman, Dick Carey, Harry South, Ronnie Ross, Billy Butterfield, Joe Temperley, Howard McGhee, Peanuts Hucko, Benny Waters und Wild Bill Davison bekannt. Mit seiner Band trat Hodgkins u. a. auch im Fernsehen und Hörfunk auf; die Mitschnitte erschienen auf dem Album Retrospection: The Featuring the TV and Radio Broadcasts 1976-1978.
Erste Plattenaufnahmen entstanden 1983 mit der Pete Allen Jazz Band. 2005 nahm er unter eigenem Namen das Album Present Continuous (Bell, mit Max Brittain, Gitarre, und Alison Rayner, Bass) auf, gefolgt von Future Continuous (2006). Im Trio mit Lenore Raphael (Piano) und Wayne Wilkinson (Gitarre) trat Hodgkins weiterhin in Spielstätten wie dem Pizza Express und Festivals wie Brecon Jazz auf. 2022 legte Hodgkins mit seiner Band (in der u. a. Henry Lowther spielte) das Album A Salute to Humphrey Lyttelton (Bell) vor, laut Jazzwise „eine belebende Hommage an einen Helden“. Im Bereich des Jazz war er laut Tom Lord zwischen 1983 und 2021 an sechs Aufnahmesessions beteiligt.
Chris Hodgkins war bis 2014 Direktor der Agentur Jazz Services Ltd. In dieser Zeit half er bei der Gründung des National Touring Support Scheme mit Debbie Dickenson, das im Laufe der Jahre die Karrieren von Hunderten von Künstlern ermöglicht hat, zusammen mit der Organisation Rural Touring Support Scheme (mit dem National Rural Touring Forum), dem Jazz Promoters Award (mit der PRS for Music Foundation) und der Online Music Business Resource. Er wirkte auch bei der Ausrichtung der jährlichen Parliamentary Jazz Awards mit (mit dem er selbst 2015 ausgezeichnet wurde). Für seinen Beitrag zur Förderung der britischen Musikszene wurde er mit dem BBC Jazz Award und einem British Jazz Award geehrt.

## Diskographische Hinweise
- Back in Your Own Backyard (Bell, 2014), mit Dave Price, Erika Lyons, Ashley John Long
- Chris Hodgkins International Quartet: Festooned with Trumpets (Bell, 2019), mit Jinjoo Yoo, Wayne Wilkinson, Alison Rayner (b)